# Teskera
Teskera (srbsky Тескера) je vesnice v Bosně a Hercegovině v Západohercegovském kantonu, nacházející se těsně u chorvatských hranic. Je součástí opčiny města Ljubuški, od něhož se nachází 2 km jihozápadně. V roce 2013 zde žilo 396 obyvatel, což je nárůst oproti roku 1991, kdy zde žilo 285 obyvatel. Všichni obyvatelé jsou chorvatské národnosti.
Vesnicí procházejí silnice R423 a R424. Nejbližšími vesnicemi jsou Crveni Grm, Hardomilje, Humac a Lisice.